# Исаков, Георгий Павлович
Георгий Павлович Исаков (22 апреля 1909 года, станица Саркандская, Семиреченская область — 5 декабря 1993 года, Москва) — советский военный деятель, генерал-лейтенант (1965 год).

## Начальная биография
Родился 22 апреля 1909 года в станице Саркандской (ныне — город Саркандского района (Алматинская область, Казахстан).
Работал хронометражистом на цементном заводе на ст. Хилково (Узбекская ССР), с мая 1929 года — экскурсоводом в ташкентском зверинце, а с августа того же года — статистиком-экономистом и заведующим сектором в управлении Главхлопкома Народного комиссариата земледелия СССР в Ташкенте.

## Военная служба

### Довоенное время
В октябре 1931 года призван в ряды РККА и направлен на учёбу в команду одногодичников в составе 83-го кавалерийского полка (8-я отдельная Туркестанская кавалерийская бригада), дислоцированного в г. Кушка. После окончания учёбы с октября 1932 года служил в отдельном кавалерийском эскадроне (1-я горнострелковая дивизия, Среднеазиатский военный округ) на должностях командира взвода, кавалерийского и учебного взводов, полуэскадрона.
В октябре 1937 года назначен на должность командира отдельного кавалерийского эскадрона в составе 83-й горнострелковой дивизии, дислоцированной в Ашхабаде.
В декабре 1938 года направлен на учёбу в Военную академию имени М. В. Фрунзе, после окончания которой 4 мая 1941 года назначен на должность начальника 2-го отделения штаба 30-й стрелковой дивизии (Одесский военный округ).

### Великая Отечественная война
С началом войны капитан Г. П. Исаков назначен на должность начальника 1-го (оперативного) отделения штаба этой же 30-й стрелковой дивизии, которая 25 июня 1941 года вела тяжёлые оборонительные боевые действия на реке Прут в районе Скуляны юго-западнее города Бельцы, а затем отступала по направлению к Днепру и Каховке, где вскоре приняла участие в ходе Донбасской оборонительной операции.
С октября майор Исаков находился в распоряжении Главного управления кадров НКО и затем в том же месяце был назначен на должность начальника штаба 376-й стрелковой дивизии, формировавшейся в Кемерове (Сибирский военный округ) и в ноябре передислоцированной в район станции Шексна (Вологодская область), где была включена в состав 59-й армии (Волховский фронт). С началом 1942 года дивизия принимала участие в боевых действиях в ходе Любанской наступательной операции, в районе Любани, Киришей и затем Мясного Бора, в результате чего понесла тяжёлые потери.
10 апреля 1942 года подполковник Исаков назначен на должность командира 376-й стрелковой дивизии, которая вела оборонительные боевые действия в районе Полисть на западном берегу реки Волхов, а в период с 10 по 18 сентября принимала участие в ходе Синявинской наступательной операции. 29 декабря был ранен, после чего лечился в госпитале в Ленинграде.
После излечения 3 июля 1943 года назначен на должность командира 281-й стрелковой дивизии, ведшей оборонительные боевые действия в районе Любани, а с января 1944 года участвовавшей в ходе Ленинградско-Новгородской, Новгородско-Лужской и Выборгской наступательных операций. 6 июля был освобождён от занимаемой должности, после чего находился в распоряжении Главного управления кадров НКО.
В сентябре 1944 года направлен на учёбу на ускоренный курс при Высшей военной академии имение К. Е. Ворошилова.

### Послевоенная карьера
После окончания учёбы в январе 1946 года направлен в Военную академию имени М. В. Фрунзе, где был назначен на должность старшего преподавателя кафедры общей тактики, а в мае 1947 года — на должность старшего преподавателя по оперативно-тактической подготовке и тактического руководителя учебной группы основного факультета.
В ноябре 1949 года назначен на должность командира 45-й отдельной стрелковой бригады (Уральский военный округ), а в ноябре 1953 года — на должность командира 417-й стрелковой дивизии, которая в марте 1955 года была преобразована в 78-ю стрелковую дивизию, а в марте 1957 года — в 78-ю мотострелковую дивизию.
В ноябре 1957 года Исаков направлен на учёбу на Высшие академические курсы при Высшей военной академии имени К. Е. Ворошилова, после окончания которых в ноябре 1958 года направлен в Управление боевой подготовки общевойсковых соединений Главного управления боевой подготовки Сухопутных войск ВС СССР, где служил на должностях начальника 6-го и 1-го отделов. В ноябре 1963 года назначен на должность заместителя начальника этого же управления, а в августе 1964 года — на должность начальника управления боевой подготовки Штаба Гражданской обороны СССР.
Генерал-лейтенант Георгий Павлович Исаков 23 мая 1968 года вышел в запас. Умер 5 декабря 1993 года в Москве.

## Награды
- Три ордена Красного Знамени (05.11.1941, 31.01.1944, 19.11.1951);
- Два Орден Отечественной войны 1 степени (21.06.1944, 06.04.1985);
- Орден Красной Звезды (06.11.1945);
- Медали.

## Сочинения
- Г. Исаков, Ф. Гавриков, А. Серов, В. Маньков. Тактическая подготовка стрелкового взвода и роты. — М.: Воениздат, 1963. — 94 с.